# Dębina (gmina Kleszczów)
Dębina – wieś w Polsce położona w województwie łódzkim, w powiecie bełchatowskim, w gminie Kleszczów. W 2011 roku liczba mieszkańców we wsi Dębina wynosiła 75.
W latach 1975–1998 miejscowość należała administracyjnie do województwa piotrkowskiego.
Zobacz też: Dębina, Dębina Zakrzewska, Dębina Łętowska